# Doryctes gyljak
Doryctes gyljak är en stekelart som beskrevs av Shestakov 1940. Doryctes gyljak ingår i släktet Doryctes och familjen bracksteklar. Inga underarter finns listade i Catalogue of Life.